# François Clerc
François Clerc (n. 18 aprilie 1983, Bourg-en-Bresse, Franța) este un fotbalist aflat sub contract cu Saint-Étienne.